# The SOCIAL
『the SOCIAL』（ザ ソーシャル）は、ニュース専門チャンネルの日テレNEWS24で2017年10月から2020年12月まで放送されたニュース番組。

## 番組内容
日テレNEWS24の「ネット対応型ニュース番組」として2017年10月2日から開始。
ニュース項目自体も、ネット視聴を意識したコンパクトかつ音声が出せない状況下でも分かりやすい動画になっており、Yahoo!ニュース動画、huluでの同時配信に加え放送後にTwitterの日テレNEWS24公式アカウントなどでも発信されている。
最初の30分は生放送、その後はリピート放送で一部ニュースを随時更新する。
2020年4月8日から同年7月3日までの間、新型コロナウイルスの感染が拡大する中で、スタジオに出演するゲストの安全確保などの観点から、番組をしばらくの間休止した。なお、休止期間中は代替番組として12:00 - 15:00までLunch Updateを放送した。
2020年7月6日以降、番組は再開されたが、新型コロナウイルス感染防止の観点から、ゲストはリモートでの出演となった。
2020年12月25日にテレビでの放送が終了したが、インターネットでは引き続き配信される。

## 放送時間
- 月曜 - 金曜12:00 - 15:00
  - 祝日の場合、お盆期間、年末年始は休止になり、「Lunch Update」（12:00 - 14:00）および「Afternoon News」（14:00 - 15:00）を上記時間帯に当番組の代替で放送。
  - スポーツ番組（プロ野球・千葉ロッテマリーンズのキャンプ中継など）の編成に伴い、CS放送のみ番組途中での飛び乗り（飛び降り）または休止となる場合がある[3]。
  - 途中、速報ニュースがあった場合は、日テレNEWS24の他の番組と同様、『BREAKING NEWS』ですぐに放送する。

## 主なコーナー
番組の流れは、基本的には記載順に進むが、日によってはコーナーの順序が前後もしくは一部コーナーを休止する場合がある。
- news - 最新のニュースを伝える。基本的にはNNNストレイトニュースと同じ内容のものを伝える。これ以外に、番組中盤（日替わりのコーナー2つ目後）にフラッシュニュース（4項目）がある。
- guest - 社会にインパクトを与える研究者や社会起業家、NPO代表などを紹介する。毎週金曜日は日本テレビの記者・解説委員等が出演する。
- opinions - 社会課題をポジティブに解決するためのヒントをゲストに伺う。
- the SOCIAL×NNNドキュメント - 2019年12月3日から。基本金曜日に放送。2020年1月に放送開始50年を迎えた「NNNドキュメント」の名作を約2～3分にリメイク。
- recommend - 2019年10月1日から。ゲストがイチオシの「ソーシャル・グッド」な、モノやヒトを紹介する。
- input - 2019年10月15日から。日本テレビの記者が、今知っておきたいニュース、データ・情報を紐解く。
- 皇室日記@theSOCIAL - 2020年10月～12月の金曜日に月1回放送。皇室に関する話題を、元読売新聞記者で日本テレビ客員解説委員の井上茂男とともに伝える。

※recommendを放送する日はinputのコーナーはなく、同様にinputを放送する日はrecommendは放送しない。
- 日替わりコーナー（基本的にこれらの中から1コーナーを放送）（ゲストのリモート出演時は休止）
  - view - Yahoo! JAPANの検索ランキングをベースにネットで盛り上がる現象や映像、気になるニュースに出てくる言葉、話題の人物が注目発言に至った背景、人気番組の特集コーナーなどを日替わりで凝縮して伝える。
  - basic - 2018年3月15日から。今さら聞けない言葉の意味や、おさえておきたいニュースのポイントをコンパクトに解説する。
  - nature - 2018年3月26日から。自然や動物に関する話題を紹介する。
  - future - 2018年3月29日から。テクノロジーに関する話題を紹介する。
  - life - 2018年2月26日から。生き方・暮らし方に関する話題を紹介。
  - trend - life同様2018年2月26日から。ネット等で今後トレンドになりそうな物および現在トレンドになっている物・現象を紹介する。

※コーナーのナレーションには、前コーナー(today)同様エーアイの「声の職人」を使用。
- - SDGs - 2019年9月2日から。国連が定める「SDGs=持続可能な開発目標」に関するデータや取り組みをスタジオで取り上げる。
  - 気象防災そらジロー - 2020年4月2日から。毎週木曜日放送。気象現象や防災に役立つ情報を榎本麗美キャスターとそらジローが解説。
- weather - 最新の気象情報。番組開始から2019年9月まては気象予報士が担当していたが、同年10月からキャスターが担当。

### 過去のコーナー
- today - ある特定日及びその前後に検索数が増える「周期キーワード」。Yahoo!JAPANの周期キーワードから番組が選んだ一つを取材。『Daily Planet』の「Hot Word」が実質的に本コーナーに移動したもの。本コーナーのナレーションには、エーアイの「声の職人」を使用している。2018年2月23日まで放送。
- local - 読売テレビ（NNNストレイトニュース内ローカル枠）および中京テレビ（キャッチ!ブランチ（2018年3月まで）→ストライク!（2018年4月から））のローカルニュースを1項目～2項目伝える。
  - 2018年7月から9月は、西日本豪雨被災各地のニュースを広島テレビ、西日本放送、南海放送から伝え、その後にゲストの方に豪雨被害について質問をするようになった。
  - 2018年9月6日に発生した北海道胆振東部地震の発生に伴い、localコーナーでnewsコーナーとは別の地震の関連ニュースを札幌テレビから放送された。
  - 12月の放送以降は不定期に放送。

## 出演者

### キャスター
2020年8月～番組終了
鈴木・山田・榎本は日テレNEWS24キャスター、藤田、尾崎は日本テレビアナウンサー。
- 鈴木理香子（月曜担当）
- 藤田大介（火曜担当）
- 山田幸美（水曜担当）
- 榎本麗美（木曜担当）
- 尾崎里紗（金曜担当）

過去の出演者
若林以外は日本テレビアナウンサー。
- 若林理紗（月曜→木曜→水曜担当）
- 久野静香（金曜担当）
- 延友陽子（火曜・金曜担当）
- 杉野真実（金曜担当）

代役の出演者
鈴木・加田・寺田・トーマス以外は日本テレビアナウンサー。
- 鈴木理香子（2019年11月6日、榎本麗美の代役）
- 加田晶子（2019年11月25日、山田幸美の代役）
- 佐藤真知子（2020年3月31日、2020年10月27日、藤田大介の代役）
- 笹崎里菜（2020年8月7日、2020年9月25日、尾崎里紗の代役）
- 中野謙吾（2020年8月21日、尾崎里紗の代役／2020年9月8日、藤田大介の代役）
- 森富美（2020年11月13日、尾崎里紗の代役）
- 寺田ちひろ（2020年12月10日、榎本麗美の代役）
- 杉上佐智枝（2020年12月11日、尾崎里紗の代役）
- トーマス サリー（2020年12月17日、榎本麗美の代役）

### ゲスト
- 日替わりで様々なゲストが登場する。毎週金曜日は、日本テレビの記者・解説委員等が出演。また、毎月最終木曜日は「宇宙の日」と題し、宇宙にまつわるゲストが登場する。

### 気象予報士
2019年10月の番組改編で、気象予報士による天気予報は廃止され、キャスターが気象予報を担当する。
過去の出演者
- 國本未華（木曜・金曜担当）
- 奈良岡希実子（月曜 - 水曜担当）
- 岡田沙也加（木曜・金曜担当）